# Первомайский сельский округ (Акмолинская область)
Первома́йский се́льский окру́г (каз. Первомай ауылдық округі)— административная единица в составе Астраханского района Акмолинской области Казахстана. 
Административный центр — село Первомайка. 

## География
Административно-территориальное образование расположено в юго-восточной части Астраханского района. В состав сельского округа входит 3 населённых пункта.
Площадь территории сельского округа составляет — 702,098 км². Из них земли сельскохозяйственного назначения — 627,584 км² (89,39 %), земли населённых пунктов — 47,05 км² (6,70 %), земли промышленности, транспорта, связи, для нужд космической деятельности, обороны, национальной безопасности и иного несельскохозяйственного назначения — 0,655 км² (0,09 %), земли водного фонда — 5,59 км² (0,80 %), земли запаса — 21,22 км² (3,02 %).
Из земель сельскохозяйственного назначения: пашни — 516,98 км² (82,38 %), пастбищные земли — 102,517 км² (16,34 %), сенокосные угодья — 8,07 км² (1,29 %).
По природным условиям территория сельского округа расположена в умеренно засушливой зоне. Главной чертой климата является его континентальность, которая выражается в крайне резкой смене температур не только в течение года, но и в течение суток. Зима довольно продолжительная и суровая, лето жаркое и сухое. Землепользование сельского округа расположено в зоне сухих степей, где наибольшее распространение получили луговые типичные, луговые солонцеватые почвы.
Граничит с землями административно-территориальных образований: Новочеркасский сельский округ — на северо-западе, Николаевский сельский округ — на северо-востоке, село Каменка — на востоке, юго-востоке, село Буревестник, Алакольский сельский округ — на юге, Есильский сельский округ — на западе.
Гидрографическая сеть округа представлена рекой Ишим, протекающая с востока на запад. 

## История
В 1989 году существовал как — Первомайский сельсовет (сёла Первомайка, Лозовое). 
В периоде 1991—1998 годов Первомайский сельсовет был преобразован в сельский округ. 
Постановлением акимата Акмолинской области от 10 декабря 2009 года № а-13-532 и решением Акмолинского областного маслихата от 10 декабря 2009 года № 4С-19-5« Об упразднении и преобразовании некоторых населенных пунктов и сельских округов Акмолинской области по Аккольскому, Аршалынскому, Астраханскому, Атбасарскому, Енбекшильдерскому, Зерендинскому, Есильскому, Целиноградскому, Шортандинскому районам» (зарегистрированное Департаментом юстиции Акмолинской области 20 января 2010 года № 3344)
- Камышенский сельский округ был упразднён и исключён из учётных данных;
- единственный населённый пункт село Камышенка упразднённого сельского округа было включено в состав Первомайского сельского округа.

## Население
| Численность населения | Численность населения | Численность населения |
| 1989                  | 1999                  | 2009                  |
| --------------------- | --------------------- | --------------------- |
| 2348                  | ↘1798                 | ↘1785                 |

## Состав
| № | Населённый пункт | Тип населённого пункта       | Население, 1989 | Население, 1999 | Население, 2009 |
| - | ---------------- | ---------------------------- | --------------- | --------------- | --------------- |
| 1 | Камышенка        | село                         | 1 108           | 944             | 908             |
| 2 | Лозовое          | село                         | 459             | 413             | 397             |
| 3 | Первомайка       | село, административный центр | 1 889           | 1 385           | 1 388           |

## Экономика
Основная и главная направленность экономической деятельности на территории административно-территориального образования «Первомайский сельский округ» относится к сельскому хозяйству. На территории сельского округа всего зарегистрировано 15 собственников и землепользователей земельных участков:
- 9 товариществ с ограниченной ответственностью (ТОО) — «СХП Актив» (2,65 км²); «Фермер – 2010» (0,21 км²); «Фермер – 2002» (35,47 км²); «СХП Беркут» (3,29 км²); «Графит-М» (0,48 км²); «Гостиница Есиль» (0,529 км²); «Камышенка» (32,15 км²); «Фермер – 2017» (17,781 км²); «Ар Тау Агро» (0,90 км²);
- 6 индивидуальных предпринимателей — Бадзиев Муслим Баширович (0,16 км²); Гендик Вероника Владимировна (2,91 км²); Пельцер Валерий Александрович (2,07 км²); Петров Леонид Анатольевич (0,79 км²); Чернецкая Людмила Викторовна (1,84 км²); Квапиш Галина Ивановна (1,287 км²).

На 1 января 2021 года в Первомайском сельском округе насчитывается (личное подворье населения и поголовье ТОО, КХ) крупного рогатого скота 3 131 голова, мелкого рогатого скота 2 253 головы, 478 голов лошадей.

## Социальная сфера
- Образовательные учреждения административно-территориального образования: ГУ "Камышенская средняя школа"; ГУ "Лозовская основная школа"; ГУ "Первомайская средняя школа";
- Медицинские учреждения: Первомайская врачебная амбулатория, медицинские пункты в сёлах Камышенка, Лозовое;
- Учреждения культуры: Национально-культурный центр «Полония», действует 5 зарегистрированных религиозных объединений; имеются 3 библиотеки;

На территории сельского округа зарегистрировано КГУ «Первомайский ЦО ССУ».

## Сфера ЖКХ
Водоснабжение
Центральное водоснабжение в округе отсутствует. В каждом дворе, на предприятиях установлены подземные скважины. В селе Первомайка действует комбинированный блок модуль по очистке воды для населения. Вода для жителей округа отпускается по 2 тг. за 1 литр. Блокмодуль стоит на балансе ГККП на ПХВ «Комхоз» с. Астраханка.
Газоснабжение
Поставка газа жителям округа происходит в баллонах, производится частными предпринимателями. 
Электроснабжение
Электроснабжение обеспечивает АО "АРЭК
Перевозки
Грузоперевозки в сельском округе обеспечиваются силами хозяйствующих субъектов, пассажироперевозки осуществляются частным рейсовым автобусом  7 раз в неделю и частным извозом.
Для доставки тяжелобольных людей до ближайшей организации здравоохранения при Первомайской врачебной амбулатории открыт пункт первой медицинской скорой помощи.

## Автомобильные и внутрипоселковые дороги
Расстояние до районного центра село Астраханка – 50 км. От села Астраханка до села Петровка 43 км. – дорога республиканского значения, от поворота с трассы на село Первомайка – дорога районного значения 7 км. Дорога сообщением село Первомайка- трасса «Алматы-Екатеринбург» (5 км-дорога районного значения,) находится в неудовлетворительном состоянии. В 2019 году проведена подсыпка и автогрейдирование гравийно-щебеночной дороги силами ТОО «Фермер 2002».
Протяженность внутрипоселковых дорог – составляет 30 км. требуется средний и капитальный ремонт всех внутрипоселковых дорог. 

## Местное самоуправление
Аппарат акима Первомайского сельского округа — село Первомайка, улица Октябрьская, 57.
- Аким сельского округа — Егинбаев Канат Айтуарович[1].

## Известные люди
Кайданович Антон Иванович - тракторист, комбайнёр колхоза "3-я Пятилетка". Удостоен звания Героя Социалистического Труда за «достигнутые успехи в увеличении производства и заготовок зерна в 1966 году»